# Liste der Baudenkmale in Meinersen
In der Liste der Baudenkmale in Meinersen sind die Baudenkmale der niedersächsischen Gemeinde Meinersen und ihrer Ortsteile aufgelistet. Der Stand der Liste ist der 27. September 2022. Die Quelle der Baudenkmale ist der Denkmalatlas Niedersachsen.

## Allgemein
In den Spalten befinden sich folgende Informationen:
- Lage: die Adresse des Baudenkmales und die geographischen Koordinaten. Kartenansicht, um Koordinaten zu setzen. In der Kartenansicht sind Baudenkmale ohne Koordinaten mit einem roten Marker dargestellt und können in der Karte gesetzt werden. Baudenkmale ohne Bild sind mit einem blauen Marker gekennzeichnet, Baudenkmale mit Bild mit einem grünen Marker.
- Bezeichnung: Bezeichnung des Baudenkmales
- Beschreibung: die Beschreibung des Baudenkmales. Unter § 3 Abs. 2 NDSchG werden Einzeldenkmale und unter § 3 Abs. 3 NDSchG Gruppen baulicher Anlagen und deren Bestandteile ausgewiesen.
- ID: die Objekt-ID des Baudenkmales
- Bild: ein Bild des Baudenkmales, ggf. zusätzlich mit einem Link zu weiteren Fotos des Baudenkmals im Medienarchiv Wikimedia Commons. Wenn man auf das Kamerasymbol klickt, können Fotos zu Baudenkmalen aus dieser Liste hochgeladen werden:

## Meinersen

### Gruppe: Historischer Ortskern und ehemaliger Amtshof
Die Gruppe hat die ID: 33920383. Große offene Gesamtanlage am Ortseingang mit ehemaligen Amtsgebäuden, Wohn-/ Wirtschaftsgebäuden sowie Mühle mit Mühlengraben und Wehr.

| Lage                                        | Bezeichnung               | Beschreibung | ID       | Bild |
| ------------------------------------------- | ------------------------- | --- | -------- | ---- |
| Hauptstraße 1 52° 28′ 35″ N, 10° 20′ 45″ O  | Scheune                   | Vorwerk | 33933193 | BW   |
| Hauptstraße 1 52° 28′ 34″ N, 10° 20′ 44″ O  | Amtsschreiberwohnhaus     | Zweigeschossiger, symmetrisch gegliederter Fachwerkbau mit gestrichenen Ziegelausfachungen, mit allseitig vorkragendem OG auf hohem verputzten Sandsteinsockel unter Walmdach. Dreistufige Sandsteintreppe vor Haupteingang. | 33933166 |      |
| Hauptstraße 3 52° 28′ 31″ N, 10° 20′ 47″ O  | Wassermühle               | Zweigeschossiger giebelständiger Ziegelbau unter Halbwalmdach. Fenster- und Türöffnungen mit Segmentbögen. Neuzeitliche Gauben und Anbau im Nordosten. | 33933292 |      |
| Hauptstraße 3 52° 28′ 31″ N, 10° 20′ 46″ O  | Wehr                      | | 33934094 | BW   |
| Hauptstraße 3 52° 28′ 28″ N, 10° 20′ 46″ O  | Mühlengraben              | | 33934171 | BW   |
| Hauptstraße 2 52° 28′ 30″ N, 10° 20′ 42″ O  | Künstlerhaus Meinersen    | Zweigeschossiger symmetrisch gegliederter Fachwerkbau auf hohen verputzten Sandsteinquadersockel unter Walmdach. Westfassade massiv in Sandstein und Ziegelmauerwerk ausgeführt, an Nordfassade seitlich angeordneter Erker mit Zwerchgiebel. Fachwerk in Stockwerksbauweise mit zwei Riegeln je Geschoss und seitlich angeordnete Windstreben über zwei Gefache. Geschossteilung außen durch Gesimsbohlen abgedeckt. Ursprünglich barocke Kreuzstockfenster mit acht Glasfeldern. Vor Haupteingang vierstufige Sandsteintreppe mit Podest. Historische Innenausstattung tw. erhalten: Innentüren, barocke Treppe, Lambrien und alte Dielenböden. | 33933215 |      |
| Hauptstraße 2B 52° 28′ 29″ N, 10° 20′ 46″ O | Altes Amtsgericht         | Eingeschossiger giebelständiger Fachwerkbau auf Bruchsteinfundamenten mit Rollschicht aus Ziegelformsteinen unterhalb der Schwelle unter Halbwalmdach. Am Südgiebel im Bereich des ehemaligen Kellers Eckquaderung aus Sandstein. Tw. gekuppelte Ständer, Streben über zwei Gefache, durchgehende Brustriegel und stark versetzte Sturzriegel oberhalb der Fenster. Gebäude mit DG zu Wohnzwecken ausgebaut, Dachfläche beidseitig mit breiten Schleppgauben auf zwei Ebenen. | 33933242 |      |
| Schleusenweg 1 52° 28′ 29″ N, 10° 20′ 48″ O | Wohn-/ Wirtschaftsgebäude | Eingeschossiger giebelständiger Fachwerkbau unter Halbwalmdach mit seitlicher Längseinfahrt. | 33933395 | BW   |

### Gruppe: Kirchhof Sankt Georg
Die Gruppe hat die ID: 33920383. Gruppe mit Kirche, Pfarrhaus und Kirchhof mit Grabsteinen.

| Lage                                        | Bezeichnung | Beschreibung | ID       | Bild |
| ------------------------------------------- | ----------- | --- | -------- | ---- |
| Alte Straße 15 52° 28′ 37″ N, 10° 20′ 56″ O | St. Georg   | Rechteckiger Saalbau in Bruchsteinmauerwerk mit Eckquaderung auf Sandsteinsockel unter Satteldach, im Osten abgewalmt. Flachbogige Sprossenfenster und flachbogiges Portal nach Süden. Sakristeianbau im Osten, aus Fachwerk mit verputzter Backsteinausfachung unter Pultdach. Eingezogener Westturm mit Sockelgeschoss in Bruchsteinmauerwerk mit Eckquaderung, das Obergeschoss in holzverschaltem Fachwerk. Geschwungene, verschieferte Turmhaube mit offener achtseitiger Laterne, je zwei flachbogige Schallfenster an drei Seiten. | 33933074 |      |
| Alte Straße 15 52° 28′ 37″ N, 10° 20′ 58″ O | Pfarrhaus   | Eingeschossiger giebelständiger Fachwerkbau auf verputztem Sockel unter Halbwalmdach. Ostseitiger Eingangsvorbau. | 33933050 | BW   |

### Gruppe: Alte Straße 3
Die Gruppe hat die ID: 47381938. Kleine Hofanlage mit Wohn-/ Wirtschaftsgebäude und Nebengebäude.

| Lage                         | Bezeichnung               | Beschreibung | ID       | Bild |
| ---------------------------- | ------------------------- | --- | -------- | ---- |
| 52° 28′ 32″ N, 10° 20′ 57″ O | Wohn-/ Wirtschaftsgebäude | Eingeschossiges traufständiges Vierständer-Hallenhaus mit Ziegelausfachung auf Backsteinsockel unter Halbwalmdach mit außermittiger Längseinfahrt und straßenseitigen etwas zurückliegenden zweiflügeligen Eingangsdielentür. Im EG noch tw. historische Ausstattung erhalten. | 33933026 | BW   |
| 52° 28′ 33″ N, 10° 20′ 56″ O | Nebengebäude              | Eingeschossiges giebelständiges Nebengebäude auf niedrigem Backsteinsockel unter Satteldach. Östliche Fassade mit Tür- und Toröffnungen, nördlicher Giebel mit vertikaler Holzverschalung, westliche Fassade mit breiten Holzbohlen verkleidet.                                | 47381920 | BW   |

### Gruppe: Hauptstraße 4
Die Gruppe hat die ID: 33922182. Alte Apotheke mit Innenausstattung, unmittelbar am Straßenraum stehend mit rückwärtigem Nebengebäude.

| Lage                         | Bezeichnung   | Beschreibung | ID       | Bild |
| ---------------------------- | ------------- | --- | -------- | ---- |
| 52° 28′ 29″ N, 10° 20′ 56″ O | Alte Apotheke | Eingeschossiger traufständiger Ziegelbau mit breitem mittigem Zwerchhaus unter Satteldächern, Ziegelziersetzungen entlang den Ortgängen, Fenster mit segmentbogigen Stürzen. Historische Apothekeneinrichtung tw. erhalten. | 33934013 | BW   |
| 52° 28′ 28″ N, 10° 20′ 56″ O | Nebengebäude  | Eingeschossiger traufständiger Fachwerkbau mit Ziegelausmauerung unter Satteldach. In Eckgefachen Schwelle-Rähmstreben sowie hofseitiger Ladeerker und Garagentore.                                                         | 33934045 | BW   |

### Baudenkmale (Einzeln)
| Lage                                       | Bezeichnung               | Beschreibung | ID       | Bild |
| ------------------------------------------ | ------------------------- | --- | -------- | ---- |
| Alte Straße 6 52° 28′ 33″ N, 10° 20′ 58″ O | Sommerhaus Villa „Freya“  | Eingeschossiger traufständiger Holzbau mit Drempelgeschoss unter asymmetrischem Satteldach. Rückwärtiger Wintergartenanbau mit Terrasse. Außenwände in waagerechter Holzverbretterung. Ehemaliges Wochenendhaus. | 33934069 | BW   |
| Alte Straße 6 52° 28′ 33″ N, 10° 20′ 59″ O | Baumbestand               | | 33934149 | BW   |
| Hauptstraße 5 52° 28′ 31″ N, 10° 20′ 54″ O | Altes Wegehaus Meinersen  | Zweigeschossiger L-förmiger Fachwerkbau mit Ziegelausfachungen, mit tw. gekuppelten Ständern und traufseitig mit vorkragendem OG unter Satteldach, Spitzgiebel an Nordwestecke. Tw. historische Innenausstattungselemente wie Innentüren erhalten. Rückwärtig eingeschossiger Saalanbau in Fachwerk, Süd-Ost-Giebel in Kalksteinmauerwerk erneuert. | 33933319 | BW   |
| Hauptstraße 14 52° 28′ 27″ N, 10° 21′ 6″ O | Wohn-/ Geschäftshaus      | Zweigeschossiger verputzter Massivbau unter Mansarddach, im straßenseitigen Giebel mit Zierfachwerk. Im EG bossierter Putz, Segment- bzw. Korbbogenfenster, im OG mit geradem Fenstersturz. Loggiaartiger straßenseitiger Balkon. | 33933345 | BW   |
| Schulstraße 2 52° 28′ 29″ N, 10° 21′ 11″ O | Wohn-/ Wirtschaftsgebäude | Traufständiges Zweiständer-Hallenhaus mit Ziegelausfachung unter Krüppelwalmdach und außermittiger Längseinfahrt im Süden. | 33932051 | BW   |
| Schleusenweg 52° 28′ 7″ N, 10° 20′ 45″ O   | Wehr                      | Aus groß dimensionierten Sandsteinquadern erbaute treppenartige Wehranlage mit hölzerner Stützenkonstruktion am Wehrabfluss. | 33933370 | BW   |

## Ahnsen

### Gruppe: Dorfstraße 7
Die Gruppe hat die ID: 33920366. Kleine Hofstelle mit Wohn-/ Wirtschaftsgebäude, Scheune und Baumbestand.

| Lage                        | Bezeichnung               | Beschreibung | ID       | Bild |
| --------------------------- | ------------------------- | --- | -------- | ---- |
| 52° 29′ 4″ N, 10° 20′ 11″ O | Wohn-/ Wirtschaftsgebäude | Eingeschossiger traufständiger Fachwerkbau auf niedrigem Backsteinsockel unter Dreiviertelwalmdach. Historische Eingangstür im Süden, Längseinfahrt im Westen. Westgiebel mit Holzbehang.                   | 33932690 | BW   |
| 52° 29′ 4″ N, 10° 20′ 9″ O  | Scheune                   | Eingeschossige Fachwerkscheune auf niedrigem Backsteinsockel unter Halbwalmdach mit außermittiger Längseinfahrt im Osten und darüberliegender Ladeluke. Kleinformatige Fenster sowie Holztür in Südfassade. | 33932714 | BW   |

### Gruppe: Neue Straße 4
Die Gruppe hat die ID: 33920350. Kleine Hofstelle mit Fachwerkwohnhaus und Stallgebäude in Ziegelmauerwerk.

| Lage                        | Bezeichnung | Beschreibung | ID       | Bild |
| --------------------------- | ----------- | --- | -------- | ---- |
| 52° 28′ 59″ N, 10° 20′ 2″ O | Wohnhaus    | Eingeschossiger traufständiger Fachwerkbau mit Ziegelausfachung auf niedrigem Backsteinsockel unter Halbwalmdach. Zwerchhaus unter Satteldach über zurückliegender zweiflügeligen Eingangstür mit flankierenden Fenstern. | 33932810 | BW   |
| 52° 29′ 0″ N, 10° 20′ 1″ O  | Stall       | | 33932832 | BW   |

### Baudenkmale (Einzeln)
| Lage                                           | Bezeichnung               | Beschreibung | ID       | Bild           |
| ---------------------------------------------- | ------------------------- | --- | -------- | -------------- |
| Am Hagen 5 52° 29′ 8″ N, 10° 20′ 16″ O         | Wohnhaus                  | Eingeschossiger Fachwerkbau mit Ziegelausfachung unter Satteldach mit Drempel. Giebel an der Ostseite leicht vorkragend, mit Ladeluke. Oberes Giebeldreieck mit Holzverschalung. Rückseitig quergestellter Anbau in Fachwerk unter Satteldach mit Andreaskreuzen.                                                                              | 33932641 | BW             |
| Dorfstraße 1 52° 29′ 4″ N, 10° 20′ 7″ O        | Wohn-/ Wirtschaftsgebäude | Giebelständiges Vierständer-Hallenhaus mit außermittiger Längseinfahrt unter Satteldach über Wirtschaftsteil und Halbwalmdach über Wohnteil. DG kragt auf profilierten Knaggen vor, Giebelausfachung mit Füllbrettern und Malereien. | 33932665 | BW             |
| Friedhofsweg 1 52° 29′ 1″ N, 10° 19′ 56″ O     | Kapelle                   | Dreijochiger Saalbau mit integriertem Westturm und eingezogener gerader Apsis mit großem Rundbogenfenster, in Ziegelmauerwerk unter Satteldach. Spitzbogige Fenster sowie Strebepfeiler an den Längsseiten. Glockengeschoss in Schiefer verkleidet mit abschließendem Pyramidenhelm. Neuzeitlicher Backsteinvorbau sowie rückwärtige Anbauten. | 33932738 | Weitere Bilder |
| Müdener Straße 14a 52° 29′ 4″ N, 10° 20′ 26″ O | Wohn-/ Wirtschaftsgebäude | Giebelständiges Vierständer-Hallenhaus mit überhöhtem zweigeschossigem Wohnteil unter Halbwalmdach mit Ziegeldeckung, Uhlenloch und Giebelschmuck. Annähernd mittige Längseinfahrt mit weit zurückliegendem Dielentor und Ladeluke im Westgiebel.                                                                                              | 33932786 | BW             |
| Müdener Straße 9 52° 29′ 2″ N, 10° 20′ 29″ O   | Herrenhaus                | Zweigeschossiger giebelständiger Fachwerkbau mit verputzten Gefachen unter steil geneigten Satteldach. Innenaussattungselemente wie historische Türen mit Türbeschlägen, Bodenbeläge und Treppe erhalten. | 33932762 | BW             |
| Okerring 11 52° 29′ 10″ N, 10° 20′ 36″ O       | Wohn-/ Wirtschaftsgebäude | Eingeschossiges giebelständiges Fachwerkhaus mit Ziegelausfachung auf niedrigem Backsteinsockel unter Halbwalmdach. Annähernd mittige Querdurchfahrt. Ausgebautes DG mit zwei Schleppgauben. | 33932856 | BW             |

## Böckelse

### Baudenkmale (Einzeln)
| Lage                                            | Bezeichnung               | Beschreibung | ID       | Bild |
| ----------------------------------------------- | ------------------------- | --- | -------- | ---- |
| Langlinger Straße 4 52° 31′ 4″ N, 10° 18′ 0″ O  | Wohn-/ Wirtschaftsgebäude | Traufständiges Vierständer-Hallenhaus mit Ziegelausfachung unter Halbwalmdach, im Wohnteil zweigeschossig in Geschossbauweise mit südseitig historischer Hauseingangstür, im Wirtschaftsteil eingeschossig mit Längseinfahrt und Ladeluke.               | 33932880 | BW   |
| Langlinger Straße 8 52° 31′ 3″ N, 10° 17′ 55″ O | Wohn-/ Wirtschaftsgebäude | Eingeschossiges traufständiges Vierständer-Hallenhaus mit Ziegelausfachung auf niedrigem Sandsteinsockel unter Halbwalmdach mit Längseinfahrt im Westen.                                                                                                 | 33932904 | BW   |
| Unter den Eichen 3 52° 31′ 7″ N, 10° 17′ 53″ O  | Speicher                  | Zweistöckiger Fachwerkbau auf annähernd quadratischem Grundriss mit allseitiger Vorkragung des OGs, mit profilierten Knaggen und Balkenköpfen, mit Winkelbändern unter Satteldach. Lehmausfachungen größtenteils vorhanden. Holzverbretterung am Giebel. | 33932928 | BW   |

## Höfen

### Baudenkmale (Einzeln)
| Lage                                   | Bezeichnung | Beschreibung | ID       | Bild |
| -------------------------------------- | ----------- | ------------ | -------- | ---- |
| Hardesse 2 52° 29′ 2″ N, 10° 18′ 28″ O | Wohnhaus    |              | 33933143 | BW   |
| Höfen 13 52° 29′ 33″ N, 10° 17′ 49″ O  | Speicher    |              | 3933002  | BW   |
| Höfen 1 52° 29′ 31″ N, 10° 17′ 48″ O   | Speicher    |              | 33932952 | BW   |

## Ohof

### Baudenkmale (Einzeln)
| Lage                                         | Bezeichnung              | Beschreibung | ID       | Bild |
| -------------------------------------------- | ------------------------ | --- | -------- | ---- |
| Bahnhofstraße 2 52° 26′ 53″ N, 10° 18′ 50″ O | Bahnbedienstetenwohnhaus | Zweigeschossiger traufständiger Ziegelbau mit Mezzaningeschoss, mit roten Verblendern auf hohem Naturstein-Kellersockel unter flachen Satteldach. Auf Nordseite Mittelrisalit mit flachen abschließenden Giebel. | 33932075 | BW   |

## Päse

### Gruppe: Brinkstraße 19
Die Gruppe hat die ID: 33920318.

| Lage                         | Bezeichnung               | Beschreibung | ID       | Bild |
| ---------------------------- | ------------------------- | --- | -------- | ---- |
| 52° 29′ 36″ N, 10° 18′ 32″ O | Wohn-/ Wirtschaftsgebäude | | 33932220 | BW   |
| 52° 29′ 36″ N, 10° 18′ 31″ O | Nebengebäude              | Eingeschossiger zur Straße giebelständiger Massivbau aus rotem Backstein unter Satteldach. Auf nördlicher Traufseite Zwerchhaus unter Satteldach, Südgiebel mit vertikaler Holzschalung, Tür-, Tor- und Fensteröffnungen unter Segmentbögen. | 51520759 | BW   |

### Gruppe: Brinkstraße 23
Die Gruppe hat die ID: 33920237. Offene Anlage mit Wohn-/ Wirtschaftsgebäude als Vierständerhallenhaus, massiven Wohnhaus und Wirtschaftsgebäude, kombinierten Stall/Speicher- und Scheunengebäude.

| Lage                         | Bezeichnung               | Beschreibung | ID       | Bild |
| ---------------------------- | ------------------------- | --- | -------- | ---- |
| 52° 29′ 39″ N, 10° 18′ 28″ O | Wohn-/ Wirtschaftsgebäude | Zur Straße hin traufständiges Vierständer-Hallenhaus unter Krüppelwalmdach. Fachwerkgebäude mit zweigeschossigem und zweistöckigem Wohnteil und eingeschossigen Wirtschaftsteil mit ehemaligen außermittigen Längseinfahrt, heute zu Wohnzwecken ausgebaut.              | 33932292 | BW   |
| 52° 29′ 40″ N, 10° 18′ 28″ O | Wohnhaus                  | Zweigeschossiger traufständiger Ziegelbau unter Satteldach. Teil des EG im Westen erhalten und nach 1983 überbaut. Außermittiger Hauseingang zur Hofseite und Fensteröffnungen unter Segmentbögen. Zierziegelsetzung als Gesimsband zur Geschosstrennung und an Ortgang. | 33932343 | BW   |
| 52° 29′ 40″ N, 10° 18′ 28″ O | Wirtschaftsgebäude        | Zweigeschossiges giebelständiges Fachwerkgebäude unter Satteldach als kombinierter Stall/Speicher und Scheune in zweiter Hälfte 18. Jh. errichtet. Zu Wohnzwecken ausgebaut.                                                                                             | 33932319 | BW   |

### Gruppe: Höfener Straße 11
Die Gruppe hat die ID: 33920253. Hofanlage mit Wohn-/ Wirtschaftsgebäude und Scheune.

| Lage                                           | Bezeichnung               | Beschreibung | ID       | Bild |
| ---------------------------------------------- | ------------------------- | --- | -------- | ---- |
| Höfener Straße 11 52° 29′ 39″ N, 10° 18′ 19″ O | Wohn-/ Wirtschaftsgebäude | Eingeschossiges Zweiständer-Hallenhaus auf niedrigem Sockel unter hohem Walmdach. Außermittige, weit zurückliegende Längseinfahrt.                    | 33932367 | BW   |
| Höfener Straße 11 52° 29′ 39″ N, 10° 18′ 20″ O | Scheune                   | Eingeschossige giebelständige Fachwerkscheune mit Quereinfahrt auf niedrigem Sockel unter Dreiviertelwalm. Ostfassade mit vertikaler Holzverschalung. | 33932395 | BW   |

### Gruppe: Höfener Straße 12
Die Gruppe hat die ID: 33920270. Hof mit Wohnhaus, Stall und Scheune.

| Lage                         | Bezeichnung | Beschreibung | ID       | Bild |
| ---------------------------- | ----------- | --- | -------- | ---- |
| 52° 29′ 41″ N, 10° 18′ 19″ O | Wohnhaus    | Eingeschossiger traufständiger Fachwerkbau auf hohem Backsteinsockel unter Satteldach mit Freigespärre. Fassaden in Zierfachwerk, risalitartiger mittiger Vorsprung mit aufgesetztem Zwerchhaus unter Satteldach sowie einem leicht vorkragendem Dachgeschoss. | 33932422 | BW   |
| 52° 29′ 41″ N, 10° 18′ 18″ O | Stall       | Eingeschossiger Ziegelbau unter Satteldach mit Zierziegelsetzungen am Ortgang. Nördlicher Teil mit Querdurchfahrt. | 33932446 | BW   |

### Gruppe: Kirchstraße
Die Gruppe hat die ID: 33920302. Leicht erhöht liegendes Gelände des Kirchhofes mit zentraler Kirche sowie erhaltenen Grabsteinen.

| Lage                                        | Bezeichnung         | Beschreibung | ID       | Bild |
| ------------------------------------------- | ------------------- | --- | -------- | ---- |
| Zum Sundern 10 52° 29′ 35″ N, 10° 18′ 24″ O | Sankt-Marien-Kirche | Saalbau mit dreiseitigem Chorschluss unter Satteldach, im Osten abgewalmt. Verputztes Mauerwerk aus Raseneisenstein, Putzeckquaderungen. Korbbogige Buntglasfenster und Hauptportal im Süden. Windfang und Sakristeianbau an Südseite. Westturm im unteren Bereich verputzt, im oberen Teil Ziegelmauerwerk, unterhalb der Traufe umlaufender Dreipassfries und zweibahnige Schallfenster mit Rosette, unter Walmdach mit vierseitigem Dachreiter mit hoch ausgezogener Spitze. | 33933472 |      |
| Zum Sundern 10 52° 29′ 35″ N, 10° 18′ 23″ O | Kirchhof            | | 33933499 | BW   |

### Gruppe: Kirchstraße 4
Die Gruppe hat die ID: 33920318. Hofanlage mit Wohn-/ Wirtschaftsgebäude, Wohnhaus als Altenteiler und Stallgebäude inmitten des historischen Ortskerns.

| Lage                         | Bezeichnung               | Beschreibung | ID       | Bild |
| ---------------------------- | ------------------------- | --- | -------- | ---- |
| 52° 29′ 33″ N, 10° 18′ 30″ O | Altenteiler               | Eingeschossiges traufständiges Fachwerkgebäude auf niedrigem Sockel unter Satteldach. Teile der Südfassade massiv in Backstein ersetzt, Sockel und Ausfachungen erneuert. Ostgiebel im DG leicht vorkragend mit Balkeninschrift, Giebel im oberen Bereich mit vertikaler Holzverschalung.                                    | 33932518 | BW   |
| 52° 29′ 33″ N, 10° 18′ 29″ O | Stall                     | | 33932542 | BW   |
| 52° 29′ 34″ N, 10° 18′ 29″ O | Wohn-/ Wirtschaftsgebäude | Eingeschossiges traufständiges Vierständer-Hallenhaus mit Ziegelausfachung auf niedrigem Sockel unter Halbwalmdach. DG im Wohnteil ausgebaut, Ost- und Teil der Südfassade im EG massiv in Backstein ersetzt, langgezogene straßenseitige Gaube. Außermittige Längseinfahrt und Fachwerkanbau im Südwesten unter Satteldach. | 33932494 | BW   |

### Gruppe: Sundernhof
Die Gruppe hat die ID: 33920253. Hofanlage mit Wohn-/ Wirtschaftsgebäude, Scheune, Teich und Baumbestand.

| Lage                                       | Bezeichnung               | Beschreibung | ID       | Bild |
| ------------------------------------------ | ------------------------- | --- | -------- | ---- |
| Zum Sundern 4 52° 29′ 36″ N, 10° 18′ 15″ O | Wohn-/ Wirtschaftsgebäude | Vierständerbau mit eingeschossigem Wirtschaftsteil unter Walmdach mit mittiger Längseinfahrt und zweigeschossigen quergestellten Wohnteil unter Satteldach. Im Wohnteil Westfassade massiv aus Backstein mit Segmentbogenfenstern. | 33932614 | BW   |
| Zum Sundern 4 52° 29′ 35″ N, 10° 18′ 17″ O | Scheune                   | Eingeschossiger Fachwerkbau mit annähernd mittiger Quereinfahrt auf niedrigem Sockel unter Walmdach. 1994 zu Wohnzwecken ausgebaut.                                                                                                | 33933448 | BW   |

### Baudenkmale (Einzeln)
| Lage                                        | Bezeichnung               | Beschreibung | ID       | Bild |
| ------------------------------------------- | ------------------------- | --- | -------- | ---- |
| Appelweg 2 52° 29′ 38″ N, 10° 18′ 36″ O     | Schmiede                  | Eingeschossiger traufständiger Ziegelbau unter Satteldach, zum Norden durch Anbau als Fußwalm abgewalmt sowie Abschleppung an östlichen Traufseite. Schmiedegebäude mit rückwärtig jüngeren Anbauten. Innenausstattung zum Teil erhalten.                              | 33932099 | BW   |
| Appelweg 3 52° 29′ 39″ N, 10° 18′ 36″ O     | Scheune                   | Eingeschossiger traufständiger Fachwerkbau mit Querdurchfahrt unter Satteldach mit über den Giebeln erhaltene Firstzierde. Teilweise gekuppelte Ständer und Andreaskreuze. Westfassade mit vertikaler Holzverschalung. Straßenseitige Fensteröffnungen sind zugesetzt. | 33932123 | BW   |
| Brinkstraße 10 52° 29′ 30″ N, 10° 18′ 42″ O | Wohn-/ Wirtschaftsgebäude | Giebelständiges Vierständer-Hallenhaus mit Ziegelausfachung unter Dreiviertelwalm mit außermittiger Längseinfahrt. Tw. alte Lehmausfachung erhalten. | 33932172 | BW   |
| Brinkstraße 16 52° 29′ 33″ N, 10° 18′ 37″ O | Wohn-/ Wirtschaftsgebäude | Traufständiges Vierständer-Hallenhaus mit zweigeschossigem überhöhtem Wohnteil unter Walmdach im Norden, Halbwalm mit Uhlenloch im Süden. Außermittige Längseinfahrt und Ladeluke im Südgiebel. Srassenseitg kleiner Vorbau in Fachwerk unter Satteldach.              | 33932196 | BW   |
| Zum Sundern 1 52° 29′ 38″ N, 10° 18′ 22″ O  | Wohn-/ Wirtschaftsgebäude | Eingeschossiger traufständiger Fachwerkbau mit Ziegelausfachung unter Satteldach, straßenseitig mittiges Zwerchhaus unter Satteldach mit Freigespärre und Quereinfahrt.                                                                                                | 33932590 | BW   |

## Seershausen

### Gruppe: Alte Dorfstraße 3
Die Gruppe hat die ID: 33920204. Hofanlage mit Wohn-/ Wirtschaftsgebäude und zwei Scheunen.

| Lage                         | Bezeichnung               | Beschreibung | ID       | Bild |
| ---------------------------- | ------------------------- | --- | -------- | ---- |
| 52° 27′ 54″ N, 10° 20′ 14″ O | Scheune                   | Eingeschossige traufständige Fachwerkscheune mit außermittiger Längsdurchfahrt, auf Backsteinsockel unter Halbwalmdach und straßenseitigem Zwerchhaus mit Ladeluke. Nordgiebel mit vertikaler Holzverschalung. | 33933582 | BW   |
| 52° 27′ 54″ N, 10° 20′ 16″ O | Wohn-/ Wirtschaftsgebäude | Eingeschossiges Zweiständer-Hallenhaus auf erneuertem Backsteinsockel unter Halbwalmdach mit Fußwalm. Außermittige Längseinfahrt. Wirtschaftsteil zu Wohnzwecken ausgebaut.                                    | 33933558 | BW   |
| 52° 27′ 53″ N, 10° 20′ 14″ O | Scheune                   | Eingeschossige Fachwerkscheune mit Drempel auf niedrigem Backsteinsockel unter Satteldach. Außermittige Längseinfahrt sowie hofseitige Quereinfahrten. Süd- und Westfassade massiv in Backstein ersetzt.       | 33933606 | BW   |

### Gruppe: Alte Dorfstraße 7
Die Gruppe hat die ID: 33920220. Hofanlage mit Wohn-/ Wirtschaftsgebäude und Speicher.

| Lage                         | Bezeichnung               | Beschreibung | ID       | Bild |
| ---------------------------- | ------------------------- | --- | -------- | ---- |
| 52° 27′ 50″ N, 10° 20′ 14″ O | Speicher                  | Zweigeschossiger Fachwerkbau mit vorkragendem OG auf niedrigem Feldsteinsockel unter Satteldach. Tw. backsteinsichtig, teilweise verputzte Gefache mit Diagonalstreben zur Eckaussteifung. Westgiebel mit vertikaler Holzverschalung. Speicher in zwei Räume unterteilt, beide Türen auf zum Wohnhaus gewandten Seite. Dachspitze auf Giebel mit Wendenknüppel. | 33933654 | BW   |
| 52° 27′ 49″ N, 10° 20′ 13″ O | Wohn-/ Wirtschaftsgebäude | | 33933654 | BW   |

### Gruppe: Im Winkel 2
Die Gruppe hat die ID: 33920187. Offene Dreiseitanlage mit Wohnhaus, Stall, Scheune und Wagenremise.

| Lage                         | Bezeichnung | Beschreibung | ID       | Bild |
| ---------------------------- | ----------- | --- | -------- | ---- |
| 52° 27′ 55″ N, 10° 20′ 19″ O | Scheune     | Eingeschossige Fachwerkscheune auf niedrigem Sandsteinsockel unter Krüppelwalmdach. | 33933799 | BW   |
| 52° 27′ 55″ N, 10° 20′ 20″ O | Remise      | Eingeschossige hofseitig in Fachwerk offene, rückseitig massiv errichtete Wagenremise unter Satteldach. | 48499640 | BW   |
| 52° 27′ 54″ N, 10° 20′ 21″ O | Stall       | Eingeschossiger traufständiger Ziegelbau mit Fachwerkdrempel unter Satteldach. Mit Segmentbögen an Fenster- und Hoftoröffnungen, Lisenenartige Fassadengliederung und Zierziegelsetzungen. | 33933775 | BW   |
| 52° 27′ 54″ N, 10° 20′ 20″ O | Wohnhaus    | Zweigeschossiger Fachwerkbau auf hohen verputzten Sockel unter Ziegeldach mit Fußwalm. OG leicht vorkragend. Ziegelgefache im OG Schauseite verputzt, mittiger Zwerchgiebel über Eingangsbereich und qualitätvolle Zierformen als Fassadenschmuck. Hauseingangstür im Jugendstil, zeittypische Fenster mit kleinteiligem Oberlicht. | 33933751 | BW   |

### Baudenkmale (Einzeln)
| Lage                                           | Bezeichnung               | Beschreibung | ID       | Bild           |
| ---------------------------------------------- | ------------------------- | --- | -------- | -------------- |
| An der Kapelle 52° 27′ 50″ N, 10° 20′ 14″ O    | Kapelle                   | | 33933703 | Weitere Bilder |
| Eikhoopsweg 3 52° 27′ 45″ N, 10° 20′ 4″ O      | Wohn-/ Wirtschaftsgebäude | Eingeschossiges traufständiges Vierständer-Hallenhaus mit Ziegelausfachung auf teilweise verputztem Backsteinsockel unter Krüppelwalmdach mit Uhlenloch. Außermittige Längseinfahrt. Am Wohnteil straßenseitig erkerartiger zweigeschossiger Anbau mit Zierfachwerk unter Satteldach. | 33933727 | BW             |
| Heidkamp 50 52° 27′ 8″ N, 10° 20′ 11″ O        | Bahnwächterhaus           | Hoher zweigeschossiger Backsteinbau auf rechteckigem Grundriss unter weit vorkragendem Flachdach. Schlichte Architekturgliederung mit horizontal vorkragendem Ziegelband. | 33933541 | BW             |
| Okerstraße 2 52° 27′ 47″ N, 10° 19′ 56″ O      | Kirche Sankt Stephanus    | Traufständiger dreijochiger Saalbau in Ziegelmauerwerk unter Satteldach, mit eingezogener Fünfachtel-Apsis und schieferverkleideten Dachreiter mit spitzem Turmhelm im Westen. Zierziegelsetzungen, strebepfeilerartige Wandvorlagen und spitzbogige Fenster- und Türöffnungen. | 33933823 | Weitere Bilder |
| Peiner Straße 7 52° 27′ 47″ N, 10° 19′ 54″ O   | Gasthof zur Waldquelle    | Traufständiger zweigeschossiger verputzter Massivbau auf hohem Sockel unter Krüppelwalmdach. An Nordwestecke vorspringender Giebelteil unter Krüppelwalmdach und straßenseitige Veranda. Fassaden mit Ziegel- und Putzgliederung. Steile Sohlbänke aus lasierten Ziegeln, Segmentbogenfenster. Rückwärtiger Saalanbau in Ziegelmauerwerk unter Satteldach, mit Lisenengliederung, Deutschem Band und Segmentbogenfenstern. | 33933872 | BW             |
| Volkser Straße 5a 52° 27′ 51″ N, 10° 20′ 6″ O  | Wohn-/ Wirtschaftsgebäude | Eingeschossiges Zweiständer-Hallenhaus mit Ziegelausfachung auf niedrigem Sockel unter Halbwalmdach mit Uhlenloch. Außermittige Längseinfahrt. | 33933895 | BW             |
| Volkser Straße 9 52° 27′ 49″ N, 10° 20′ 8″ O   | Wohn-/ Wirtschaftsgebäude | Eingeschossiges Zweiständer-Hallenhaus auf Bruchsteinsockel unter Halbwalmdach mit Uhlenloch und Ziegeldeckung. Außermittige zurückliegende Längseinfahrt. Verputzte Ziegelausfachung. | 33933919 | BW             |
| Völkser Straße 19 52° 27′ 45″ N, 10° 20′ 18″ O | Scheune                   | Eingeschossige Fachwerkscheune mit mittiger Querdurchfahrt auf niedrigem Sockel unter Halbwalmdach. | 33933965 | BW             |